# 小野川才助
小野川 才助（おのがわ さいすけ、1830年（天保元年）- 1873年1月14日（明治6年1月14日））は、筑後国山本郡（現：福岡県久留米市）出身の元大相撲力士。本名は森光（のち川村）幾藏。

## 来歴
京都相撲を経て、1853年（嘉永6年）二段目で江戸相撲の初土俵を踏む。1858年（安政5年）11月場所で新入幕を果たす。当時の四股名は虹ヶ嶽 杣右エ門（にじがたけ そまえもん）で徳島藩の抱えだった。1861年（万延2年）2月、久留米藩の抱えとなり初日から小野川と改名した。文久元年（万延2年から改元）10月、西小結に昇進すると引退まで三役を下がることはなく関脇7場所小結6場所を務めた。1867年（慶應3年）11月場所限りで江戸を去り京都に戻る。1870年（明治3年）2月五条家から京都相撲初の横綱免許を受け9月まで土俵入りのみ務めた。1873年（明治6年）1月14日没（44歳）。

## 主な成績
- 幕内通算成績：85勝32敗8分1預50休　勝率.726（19場所）
- 不知火光右衛門とは虹ヶ嶽時代に1敗1分。鬼面山谷五郎とは2勝4敗3分。陣幕久五郎とは1勝4敗3分だが、幕内で通算5敗しかしなかった陣幕に対して本場所最後の土をつけた。（慶応2年春場所6日目）